# 1-я дивизия ПВО (Россия)
1-я дивизия ПВО — войсковая часть 06351, входит в состав 45-й армии ВВС и ПВО Северного флота ВМФ России. Штаб располагается в пгт. Сафоново (ЗАТО Североморск, Мурманская область).

## История
1 июня 1951 года в пос. Ваенга сформировано управление Начальника ПВО Северного флота, но уже через год, 15 декабря 1952 года, переформировано в управление Командующего ПВО СФ.
1 февраля 1957 года в Североморске сформировано управление Северного корпуса ПВО, а через год, 1 января 1958 года, корпус переформирован на штаты Войск ПВО страны.
25 июля 1958 года включён в состав Северной армии ПВО.
4 апреля 1960 года переименован в 21-й корпус ПВО.
В 2009 году переформирован в 1-ю бригаду ВКО.

## Состав
- 531-й гвардейский зенитный ракетный Невельско-Берлинский ордена Ленина, Краснознамённый, орденов Суворова, Кутузова, Жукова и Богдана Хмельницкого полк — войсковая часть 70148 (Мурманская обл., г. Полярный)[1] (управление, АКП, 1-й дивизион — 12 ед. ПУ ЗРК С-400, 2-й дивизион — 12 ед. ПУ ЗРК С-400, 3-й дивизион — 6 ед ЗРПК 96К6 «Панцирь-С1»);
- 583-й зенитный ракетный Краснознамённый полк — войсковая часть 36226 (Мурманская обл., г. Оленегорск.)[1] — АКП, 2 дивизиона (12 ед. ПУ ЗРК С-300ПМ, 12 ед. ПУ ЗРК С-300ПС);
- 1528-й зенитный ракетный ордена Красной Звезды полк — войсковая часть 92485 (Архангельская обл., г. Северодвинск)[1] — управление, АКП, 3 дивизиона по 12 ед. ЗРК С-300ПС. На 2018 год запланирована поставка одного дивизиона (8 ПУ) ЗРК С-400);
- 33-й зенитный ракетный полк — войсковая часть 23662 (арх. Новая Земля, аэродром Рогачёво)[1] (1-й дивизион — 12 ед. ЗРК С-300ПМ, 2-й дивизион — 12 ед. ЗРК С-300ПМ, 3-й дивизион — 12 ед. ЗРК С-400);
- 331-й радиотехнический полк — войсковая часть 36138 (г. Североморск, пос. Щукозеро);
- 332-й радиотехнический полк — войсковая часть 21514 (г. Архангельск)[1].

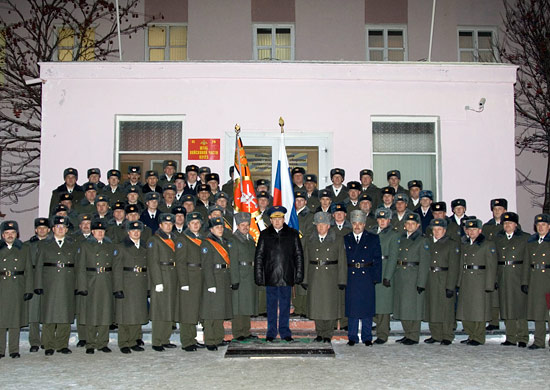
Коллективная фотография военнослужащих соединения на церемонии вручения боевого знамени нового образца

## Командиры
1-я бригада ВКО
- генерал-майор Дёмин, Андрей Геннадьевич (2009—2011)

1-я дивизия ПВО
- генерал-майор Москвичев, Сергей Юрьевич[3]

## Интересные факты[4]
- 1 июля 1960 года самолёт-разведчик ERB-47H Stratojet (регистрационный номер 53-4281, 38-я стратегическая разведывательная эскадрилья ВВС США) был сбит советским лётчиком Василием Поляковым на МиГ-19 над Баренцевым морем. Четыре человека из экипажа ERB-47H погибли, ещё два были спасены советской стороной и освобождены в 1961 году[5].
- 20 апреля 1978 года южнокорейский Боинг 707 принуждён к посадке капитаном Босовым.